# همدستی با دشمن
همدستی با دشمن یا وطن‌فروشی عمل همکاری فرد یا افراد متعلق به یک کشور یا گروه با دشمن و دسته متهاجم است. این عمل خیانت به کشور یا قوم و ملت به‌شمار می‌آید.
همدستی با دشمن در قوانین بیشتر کشورها جزو جرم‌های سنگین قانونی است و در قوانین کیفرهای سختی برای آن در نظر گرفته شده‌است.
در بسیاری از موارد اشغال یک منطقه یا کشور توسط ارتش مهاجم، اتفاق افتاده که شماری از شهروندان کشور اشغال‌شده با ارتش اشغالگر همکاری کرده و در غارت اموال، سوءاستفاده، و دستگیری و حتی قتل هم‌میهنان خود با آن‌ها همدست شده‌اند یا در دولت دست‌نشانده اشغالگران به کار پرداخته‌اند.

## نمونه‌ها
در یونان باستان کسانی که با ایرانیان همراهی کرده یا به ایرانیان علاقه نشان می‌دادند اصطلاحاً به مادگرایی متهم می‌شدند. در این حالت، یونانی‌ها بنا به عادتی قدیمی واژه ماد را برای اشاره به همه ایرانیان به‌کار می‌بردند. مادگرایی در بسیاری از دولت‌های یونان باستان یک جرم به‌شمار می‌آمد. تمیستوکل آتنی را به جرم مادگرایی نفی بلد کردند و پوسانیاس در جنگ پلاته متهم به مادگرایی شد و این باعث شد تا آتنی‌ها کنترل اتحاد هلنی را به‌دست بگیرند.
پس از انقلاب فرانسه لوئی شانزدهم نه به گناه استبداد بلکه به جرم خیانت به کشور و همدستی با خارجیان اعدام شد. در زمان جنگ جهانی دوم در کشورهای اشغال‌شده توسط آلمان موارد بسیاری از همدستی با دشمن رخ داد.
در دوران معاصر در جامعه فلسطینی همدستی با اسرائیل جرمی سنگین و یک لکه ننگ به‌شمار می‌آید و بسیاری از متهمان به این عمل، کشته شده‌اند. در میان سال‌های ۲۰۰۷ و ۲۰۰۹ میلادی، حدود ۳۰ فلسطینی به گناه همدستی با دشمن با حکم دادگاه به قتل رسیدند.
در سال ۲۰۱۲، بردلی منینگ، سرباز آمریکایی که هزاران سند ارتش و دولت آمریکا را در اختیار سایت افشاگر ویکی‌لیکس قرار داده بود، به همکاری با گروه القاعده و بنابراین همدستی با دشمن متهم شد.